# 同志会 (公益財団法人)
同志会（どうしかい）は、東京都文京区西片に男子学生寮「同志会学生寮」を運営している公益財団法人。

## 概要
1892年に立教大学を苦学して卒業した聖公会のクリスチャン阪井徳太郎は、同年12月に米国に渡り、1894年にニューヨーク州ホバート大学を卒業し、1897年にマサチューセッツ州ケンブリッジの聖公会神学校を卒業。その後ハーバード大学で神学を学び1898年にマスターの学位を得た。彼は1899年11月から半年に渡り、ボストンの富豪で米国聖公会信徒のフランクリン・H・ビービ（Franklin H. Beebe）の随行秘書として欧州、アジアを歴訪し、1900年5月に日本に一時帰国した。
米国聖公会の日本ミッションは、東京において立教学院のほかにも教育活動の支援を行い、東京帝国大学の近隣にもキリスト教主義に基づくハウス（寄宿舎）の設置を計画した。ハウスは宗教のみならず、社会学や関連諸科学の講義が優秀な有識者たちによって実施される講義堂でもあり、この活動の監督者として相応しい者として日本聖公会の執事の阪井徳太郎が任命された。
阪井は、ビービに祖国日本にキリスト教の精神に基づく学生寮を作る構想を伝え、彼の援助を得ることに成功し、ビービは同志会基金の財務委員に就いた。ボストンに戻ってから彼らは、寄付集めに奔走し、ビービは1902年に3年間の事業に必要な資金である2万ドルを満額で調達した。その他の寄付金も合わせ当時の金額で5万ドルを集め、阪井は1902年の早春に日本に帰国した。
米国聖公会のジョン・マキムが構想したハウスの計画は、当時34歳独身だった阪井に託され、1902年10月に阪井は本郷区（現・文京区）根津西須賀町（根津権現の裏手）にあった和洋折衷の家屋3棟を家主と交渉して賃借し、そこに同志会学生寮を組織し、学生らとともにこの寮に起居した。阪井は、同年11月21日に行われたハウス開館式において、同志会は日本聖公会に属するキリスト教機関であると挨拶した。ハウスの第1館は、階上と階下にそれぞれ3室あり、1室は阪井会長室で、その他は学生部屋となり、西側に増築された1棟は食堂となった。中央にあった第2館は、玄関前の門が同志会の出入口となり、2階の3室は学生室で、1階は集会場、チャペル、応接室、小使室となっていた。最も北側の第3館は、1室を会計事務室とし、他は学生室として使用された。
その後、同志会は阪井徳太郎と金子堅太郎が不在の間、米国聖公会の宣教師ジョン・アーミステッド・ウェルボーンが活動を引き継ぐこととなる。同志会には一室に設けられた小さなチャペルしかなかったため、礼拝はウェルボーンの個人宅で行われるようになり、礼拝活動は聖テモテ・ミッションと称するようになった。ウェルボーンは新たな学生教会の建設のために多額の寄付金を求め、1903年に、東京・本郷に東京聖テモテ教会を設立する。教会は東京帝国大学に隣接し、同志会とも程近くに位置した。
1905年にはウェルボーンは、同志会は男性18名用の宿泊施設を持ち、住居者はクリスチャンだけに限定されないと米国聖公会へ報告している。日曜日には、東京本郷で当時として唯一の礼拝所であるチャペルで礼拝が行われた。また当時、京都においても同志会と同様のキリスト教主義の学生寮（ホステル）が開設されていた。
同志会学生寮は、寮生に「毎日の早天祈祷」、「金曜日の集会参加」、「日曜日の礼拝参加」の3ミニマム・デューティーを課すキリスト教主義の寮だった。また学生は東京大学の学生に限られ、前述のとおり寮生18名程度の小さな寮だった。その後寮は、1917年に現在の寮の所在地、本郷区西片町に移転した。この寮も、1967年6月に鉄筋の建物に建て替えられた。1階が学生寮、2階以上は一般住宅となり現在に至っている。
当初入寮生は東京大学学生に限られていたが、現在はどの大学の学生でも入寮できる（定員18名）。3ミニマム・デューティーの伝統は、114年を経た現在でも引き継がれている。

## 出身者
森和亮（新改訳聖書ペテロの手紙第一、第二翻訳者）、高畠靖（元日本聖公会聖アンデレ教会司祭）、小西芳之助（元高円寺東教会牧師）など様々な宗派の伝道者を輩出している。また、石館守三（ハンセン病治療薬プロミン、癌治療薬ナイトロジェンマスタードを開発した薬学者）も同志会の学生寮出身者であり理事長も務めた。辻荘一（音楽学者、社会事業家）、菊井維大（法学者、専門は民事訴訟法）、矢部貞治（政治学者、評論家、元拓殖大学総長）、長谷川才次（時事通信社初代社長）、宮崎章（外交官、オランダ大使、国連総会日本代表など歴任）、大塚久雄（経済史学者、文化勲章受章）、村上悠紀雄（化学者、元北里大学教授）、上野賢一（医学者、エッセイスト、元筑波大学医学部教授）、金井務（元日立製作所社長、会長）、實方謙二（法学者、専門は経済法、独占禁止法、元北海道大学教授）、日下公人（評論家、作家）その他多くの著名人を輩出している。